# Ялтенски район
Ялтенски район (на руски: Ялтинский горсовет) се намира в южната част на Крим. Административен център е гр. Ялта.
Има площ 283 кв. км и население 139 584 души (2001).